# اندالوسیا، وال دو کائوکا
اندالوسیا، وال دو کائوکا (به اسپانیایی: Andalucía, Valle del Cauca) یک سکونتگاه مسکونی در کلمبیا است که در بخش بایه دل کائوکا واقع شده‌است.